# Police FC (Rwanda)
Police Football Club w skrócie Police FC – rwandyjski klub piłkarski grający rwandyjskiej pierwszej lidze, mający siedzibę w mieście Kigali.

## Sukcesy
- Puchar Rwandy[1]:
  - zwycięstwo (1): 2014/2015
  - finał (2): 2010/2011, 2011/2012

## Występy w afrykańskich pucharach
| Sezon | Rozgrywki           | Runda   | Kraj             | Klub              | Dom | Wyjazd | Dwumecz |
| ----- | ------------------- | ------- | ---------------- | ----------------- | --- | ------ | ------- |
| 2013  | Puchar Konfederacji | wstępna | Burundi          | LLB Académic      | 1–1 | 0–1    | 1–2     |
| 2016  | Puchar Konfederacji | wstępna | Sudan Południowy | Atlabara FC       | 3–1 | 1–2    | 4–3     |
| 2016  | Puchar Konfederacji | 1       | Kongo            | Vita Club Mokanda | 0–1 | 0–0    | 0–1     |

## Stadion
Domowe mecze klub rozgrywa na stadionie o nazwie Stade Régional Nyamirambo w Kigali, który może pomieścić 22000 widzów.

## Reprezentanci kraju grający w klubie od 2015 roku
Stan na styczeń 2023.
| - Abeddy Biramahire - Innocent Habyarimana - Muhadjiri Hazikimana - Bertrand Iradukunda - Eric Iradukunda - Osée Iyabivuze - Peter Kagabo - Rachid Kalisa - Jimmy Mbaraga - Justin Mico - Mohamed Mpozembizi - Gabriel Mugabo - Jean Mugiraneza - Fiston Munezero - Mohamed Mushimiyimana - Jean-Marie Muvandimwe - Emery Mvuyekure - Amin Mwizerwa - Robert Ndatimana - Celestin Ndayishimiye - Dominique Ndayishimiye - Eric Ngendahimana - Mwemere Ngirinshuti - Hegman Ngomirakiza | - Marc Nkubana - Aimable Nsabimana - Eric Nsabimana - Imran Nshimiyimana - Dominique Savio Nshuti - Marcel Nzarora - Eric Rutanga - Abuba Sibomana - Hussein Sibomana - Patrick Sibomana - Isaïe Songa - Jacques Tuyisenge - Fabrice Twagizimana - Martin Twizerimana - Onesme Twizerimana - Patrick Umwungeri - Danny Usengimana - Faustin Usengimana - Issa Hakizimana - Laudit Mavugo - Omar Moussa - Eric Ndoriyobija - Emery Nimubona |